# AzarAb Industries
AzarAb Industries LLP ist ein iranisches Produktionsunternehmen, das in Arak in der Provinz Markazi Kraftwerke, petrochemische Anlagen sowie Raffinerien für Zucker, Öl und Gas baut. 2005 beschäftigte AzarAb Industries mehr als 2500 Mitarbeiter.
Ihre Hauptprodukte sind Heizkessel, Absperrklappen, Turbinenanlagen und Druckbehälter. AzarAb liefert auch Anlagen für das iranische Nuklearprogramm.
Das Unternehmen ist nach ISO 9001 zertifiziert und Mitglied der Association of Iran Industry Equipment Manufacturers.